# 岩首村
岩首村（いわくびむら）は、かつて新潟県佐渡郡にあった村。佐渡島の東側海岸沿いに位置し、現在は佐渡市岩首。

## 地理
- 島嶼:佐渡島

## 沿革
- 1883年（明治16年） - 加茂郡岩首村。全76戸、447人。村社に熊野神社。真言宗萬福寺あり。[1]
- 1889年（明治22年）4月1日 - 町村制施行に伴い加茂郡岩首村、東鵜島村、柿野浦村、豊岡村、立間村が合併し、岩首村が発足。
- 1896年（明治29年）4月1日 - 郡の統合により佐渡郡に所属[2]。
- 1908年（明治41年） ‐ 全257戸、1604人。村役場、尋常小学校あり。[3]
- 1954年（昭和29年）11月3日 - 佐渡郡両津町、加茂村、河崎村、水津村、内海府村、吉井村（一部）と合併し、市制施行して両津市となり消滅。

## 特産
- 竹
- 赤玉石（庭石に用いた）
- アワビ

## 名所
- 養老の滝